# Villafruela (kommun)
Villafruela är en kommun i Spanien.   Den ligger i provinsen Provincia de Burgos och regionen Kastilien och Leon, i den centrala delen av landet, 170 km norr om huvudstaden Madrid. Antalet invånare är 224.